# Marino Fútbol Club
El Marino Fútbol Club o Marino Football Club fou un antic club de futbol canari de la ciutat de Las Palmas de Gran Canaria.

## Història
El club fou fundat el 12 de maig de 1905 per Eusebio Santana Torres al barri de Triana de Las Palmas de Gran Canaria. Durant la Primera Guerra Mundial el futbol canari patí una greu crisi que feu desaparèixer la pràctica totalitat dels clubs. No fou fins a 1922 quan el Marino fou reorganitzat de la mà de Eliseo Ojeda.
L'any 1949 diversos clubs de la ciutat es van fusionar, inicialment el CD Gran Canaria, l'Atlético Club i l'Arenas Club, però aviat s'hi afegiren el Real Club Victoria y el Marino Fútbol Club. D'aquesta manera va néixer la Unión Deportiva Las Palmas el 22 d'agost de 1949.
El seu uniforme era blau cel, amb pantalons blancs i mitjons negres.

## Palmarès
- Campionat de Canàries de Futbol:
  - 1917, 1923, 1929, 1943, 1945, 1946, 1948[3]